# Ghost in the Shell: Stand Alone Complex/Episodenliste
Die Liste der Episoden von Ghost in the Shell: Stand Alone Complex enthält alle 26 Episoden der japanischen Anime-Fernsehserie Ghost in the Shell: Stand Alone Complex.
Die einzelnen Episoden lassen sich in zwei Kategorien einteilen: „Stand-Alone“-Episoden (SA) und „Complex“-Episoden (C). Stand-Alone-Episoden erzählen eine eigenständige und in sich abgeschlossene Geschichte, die nicht mit anderen Episoden oder der Haupthandlung der Serie in Zusammenhang steht. Complex-Episoden hingegen sind Bestandteil des Falls des Lachenden Mannes, eines Handlungskomplexes, der sich über die gesamte Länge der Serie erstreckt.

## Episoden
| Nr. | Deutscher Titel                                    | Originaltitel                                                                                 | Erstausstrahlung Japan | Deutschsprachige Erstausstrahlung (Deutschland) | Kategorie |
| --- | -------------------------------------------------- | --------------------------------------------------------------------------------------------- | ---------------------- | ----------------------------------------------- | --------- |
| 1 | Sektion 9                                          | Kōan Kyūka SECTION-9 (公安9課 SECTION-9)                                                      | 1. Okt. 2002           | 7. Mai 2006                                     | SA        |
| Das Team von Sektion 9 wird gerufen, um die Gäste eines Teehauses zu befreien, die von Geisha-Robotern als Geiseln genommen wurden. Nach dem Einsatz wird Aramaki von seinem ehemaligen Kameraden Kubota darüber informiert, dass das Militär gegen den Außenminister, der sich unter den Geiseln befand, geheime Ermittlungen aufgenommen hat. Grund ist das Interesse, das man im Umfeld des Ministers am Ichinose-Bericht zeigte, der geheime Informationen über Militärstrategien in Krisenzeiten enthält. Mit Kubotas Zustimmung nimmt Sektion 9 eigene Ermittlungen auf. Dabei stellt sich heraus, dass das Cyberbrain des Außenministers im Teehaus gegen das Cyberbrain eines US-amerikanischen Agenten ausgetauscht wurde. Mit dem Körper des Ministers soll der Bericht aus dem Land geschmuggelt werden, was Sektion 9 jedoch verhindern kann. |                                                    |                                                                                               |                        |                                                 |           |
| 2 | Beweis der Raserei                                 | Bōsō no Shōmei TESTATION (暴走の証明 TESTATION)                                               | 8. Okt. 2002           | 7. Mai 2006                                     | SA        |
| Auf einem Testgelände gerät der Prototyp eines mehrbeinigen Kampfpanzers außer Kontrolle. Ein Unbekannter ist mithilfe des Erkennungscodes des kürzlich verstorbenen Konstrukteurs Takeshi Kago in die Panzer-KI eingedrungen. Sektion 9 fällt die Aufgabe zu, den Prototyp zu stoppen. Einen Angriff des Scharfschützen Saito kann der Panzer jedoch abwehren, da er das zur Zielerfassung genutzte Satellitensignal anzapft. In der Zwischenzeit bringen Togusa und Ishikawa die Identität des Hackers in Erfahrung: Es handelt sich um Kago selbst, dessen Gehirn nach seinem Tod von einem Mitarbeiter in das System des Panzers integriert wurde. Man vermutet, dass Kago sich an seinen Eltern rächen will; diese hatten es aus religiösen Gründen abgelehnt, ihren kranken Sohn mit Cyberimplantaten heilen zu lassen. Vor Kagos Elternhaus gelingt es Sektion 9 schließlich, den Panzer zu stoppen. Dabei wird Kagos Gehirn jedoch endgültig zerstört. |                                                    |                                                                                               |                        |                                                 |           |
| 3 | Ein bescheidener Aufstand – Android and I          | Sasayaka na Hanran ANDROID AND I (ささやかな反乱 ANDROID AND I)                               | 15. Okt. 2002          | 14. Mai 2006                                    | SA        |
| Nach dem Selbstmord mehrerer Androiden führt Sektion 9 Ermittlungen bei deren Hersteller durch. Alle Androiden entstammten einer veralteten Baureihe, die bei Liebhabern unter dem Spitznamen „Jerry“ bekannt ist. Major Kusanagi findet heraus, dass die Jerrys bei der regelmäßigen Wartung in der Fabrik mit einem Computervirus infiziert wurden. Bei der Analyse des Virus entdeckt Ishikawa Programmcode, der ein bestimmtes Jerry-Exemplar vor dem Virus schützt. Nachdem der Besitzer ausfindig gemacht wurde, dringen Batou und Togusa in dessen Wohnung ein. Der Verdächtige Marshall MacLachlan ist jedoch bereits zusammen mit seiner Jerry geflohen. Er kann kurze Zeit später von Major Kusanagi, Batou und Togusa gestellt werden. Als MacLachlan eine Waffe zieht, wird er von seiner Jerry aufgehalten und kann festgenommen werden. |                                                    |                                                                                               |                        |                                                 |           |
| 4 | Das visuelle Bauteil lacht                         | Shikaku Soshi wa Warau INTERCEPTER (視覚素子は笑う INTERCEPTER)                               | 22. Okt. 2002          | 14. Mai 2006                                    | C         |
| Ein ehemaliger Kollege wird ermordet, nachdem er Togusa um ein Treffen gebeten hat, um über verdächtige Vorgänge bei der Polizei zu sprechen. Diese Vorgänge stünden in Zusammenhang mit dem nie aufgeklärten Fall des Lachenden Mannes, bei dem Lösegeld für die entführten Direktoren von Mikromaschinen-Firmen erpresst wurde. Von einem weiteren ehemaligen Kollegen erfährt Togusa, dass in dem Fall ein neuer Verdächtiger aufgetaucht ist, der mit einem „Intercepter“ überwacht werden soll, einem Cyberimplantat, das der Zielperson heimlich eingesetzt wird. Togusa findet heraus, dass auch den Ermittlern selbst illegal Intercepter eingesetzt wurden. Sektion 9 spielt diese Information den Medien zu, woraufhin Generalinspektor Daido eine Pressekonferenz einberuft, den Leiter der Abteilung als Verantwortlichen präsentiert und dessen Suspendierung verkündet. Eigene Verbindungen zu Serano Genomics, dem Hersteller der Intercepter, verneint Daido. An diesem Punkt tritt der Lachender Mann genannte Hacker wieder in Erscheinung und dringt in das Cyberbrain eines Polizisten ein. Durch diesen erklärt er, dass er die von der Polizei veranstaltete Komödie nicht mehr ertragen könne. Der Hacker droht Daido zu töten, sollte dieser nicht die ganze Wahrheit ans Licht bringen. |                                                    |                                                                                               |                        |                                                 |           |
| 5 | Der Lockvogel singt                                | Manekidori wa Utau DECOY (マネキドリは謡う DECOY)                                             | 29. Okt. 2002          | 21. Mai 2006                                    | C         |
| Aramaki glaubt, dass das Auftauchen des Lachenden Mannes bei der Pressekonferenz von der Polizei vorgetäuscht wurde, um von der Korruption in den eigenen Reihen abzulenken. Er hält den von der Abteilung für den Fall des Lachenden Mannes als Hauptverdächtigen benannten Nanao A, der früher Programmierer bei Serano Genomics war, für einen Lockvogel, mit dessen Hilfe die wahren Hintergründe verschleiert werden sollen. Aramaki stellt Batou und Togusa für eine Überwachung des Verdächtigen ab, um so an die wahren Hintermänner zu gelangen. Während das restliche Team Nanao As Vergangenheit unter die Lupe nimmt, frischt Major Kusanagi ihre Kenntnisse über den Lachenden Mann und dessen erstes Opfer, den Direktor von Serano Genomics, auf. Als Batou und Togusa Nanao A festnehmen sollen, stellt sich heraus, dass dieser sich gar nicht in der beobachteten Wohnung befindet. |                                                    |                                                                                               |                        |                                                 |           |
| 6 | Die Nachahmer tanzen                               | Mohōsha wa Odoru MEME (模倣者は踊る MEME)                                                     | 5. Nov. 2002           | 21. Mai 2006                                    | C         |
| Nanao A verschickt aus seinem Versteck einen Computervirus und wird anschließend von einem Unbekannten erschossen. Der Virus befällt einen Leibwächter von Generalinspektor Daido und veranlasst diesen seinen Schutzbefohlenen anzugreifen. Major Kusanagi und Paz schützen den Generalinspektor und bringen ihn in Sicherheit, als weitere Nachahmer Daido angreifen. Nach diesem Vorfall beginnt Sektion 9 eigene Nachforschungen, um die wahren Hintergründe des Falls des Lachenden Mannes zu beleuchten, da Aramaki die Vorkommnisse der letzten Tage weiter für eine Inszenierung aus den Reihen der Polizei hält. |                                                    |                                                                                               |                        |                                                 |           |
| 7 | Götzenverehrung                                    | Gūzō Sūhai IDOLATER (偶像崇拝 IDOLATER)                                                       | 12. Nov. 2002          | 28. Mai 2006                                    | SA        |
| Marcelo Jarti, ehemaliger Anführer der Revolution in Jenoma, hat Japan in den letzten Jahren regelmäßig alle fünf Monate besucht. Jarti ist einer der meistgesuchten Männer der Welt und war bereits Ziel mehrerer Attentate, die er alle auf wundersame Weise überlebt hat. Bei seinem aktuellen Besuch wird Jarti von Sektion 9 verfolgt, um den Grund für seine häufigen Reisen herauszufinden. Nachdem Jarti sich mit dem Boss der örtlichen Drogenmafia getroffen hat, folgt ihnen das Einsatzteam zu einem Lagerhaus, wo die beiden außer Gefecht gesetzt werden. Kurz darauf stellen Kusanagi, Batou und Togusa fest, dass sich mehrere Kopien Jartis in dem Lagerhaus befinden. Der echte Marcelo Jarti ist bereits vor Jahren gestorben. Um den Schein zu wahren, hat die Mafia Kopien von Jartis Körper und Ghost erstellt. Die vielen Reisen dienten dazu, die Erinnerungen der Kopien untereinander abzugleichen. Sektion 9 hält die Angelegenheit geheim und lässt eine Kopie Jartis, der in seiner Heimat als Held gilt, zurückkehren. |                                                    |                                                                                               |                        |                                                 |           |
| 8 | Gesegnete Menschen                                 | Megumareshi Monotachi MISSING HEARTS (恵まれし者たち MISSING HEARTS)                          | 19. Nov. 2002          | 28. Mai 2006                                    | SA        |
| Eine Bekannte Kusanagis, die als Krankenschwester arbeitet, bittet den Major die Herkunft eines Spenderherzens zu untersuchen, das einem jungen Mädchen eingepflanzt wurde, da bei der Beschaffung des Organs scheinbar nicht alles mit rechten Dingen zuging. Bei ihren Nachforschungen stößt Sektion 9 auf eine Gruppe von Medizinstudenten, die einen illegalen Handel mit gestohlenen Organen betreiben. Das Einsatzteam nimmt die Studenten fest, nachdem es ihnen zuvor eine Lektion erteilt hat. |                                                    |                                                                                               |                        |                                                 |           |
| 9 | Der Mann im Dunkel des Netzes                      | Net no Yami ni Sumu Otoko CHAT! CHAT! CHAT! (ネットの闇に棲む男 CHAT! CHAT! CHAT!)            | 26. Nov. 2002          | 4. Juni 2006                                    | C         |
| Major Kusanagi betritt im Netz einen Chatroom, in dem zahlreiche Verschwörungstheorien zum Lachenden Mann die Runde machen. Ihr Augenmerk richtet sich auf einen älteren Mann, der mehr über den Fall des Lachenden Mannes zu wissen scheint als die anderen Teilnehmer der Diskussion. Nachdem Kusanagi ein privates Gespräch mit ihm geführt und Informationen von ihm erhalten hat, wird sie vom Moderator der Diskussion, der Verbindungen zum wahren Lachenden Mann zu haben scheint, aus dem Chatroom transferiert. |                                                    |                                                                                               |                        |                                                 |           |
| 10 | Ein Tag wie geschaffen für einen Dschungeltrip     | Mitsurin Kōro ni Uttetsuke no Hi JUNGLE CRUISE (密林航路にうってつけの日 JUNGLE CRUISE)       | 3. Dez. 2002           | 4. Juni 2006                                    | SA        |
| Sektion 9 soll für die CIA Marco Amoretti aufspüren und festnehmen, einen ehemaligen US-Marine, der für eine Serie grausamer Foltermorde an Frauen verantwortlich ist. Amoretti war Mitglied eines Geheimkommandos der CIA, das im Krieg in Südamerika den Gegner durch möglichst grausame Morde an der Zivilbevölkerung demoralisieren sollte. Die CIA hofft, dass Batou, der sehr emotional auf den Fall reagiert, da er die Brutalität dieser Taktik aus seiner Zeit bei der Armee aus erster Hand kennt, Amoretti in seiner Wut töten und dadurch die letzten Beweise für die Verbindungen zur CIA beseitigen wird. Batou stellt Amoretti schließlich in den Tunneln der Kanalisation. Sein Pflichtbewusstsein siegt jedoch über seine Emotionen und er übergibt den Täter lebend an die CIA. |                                                    |                                                                                               |                        |                                                 |           |
| 11 | Im Wald der Larven                                 | Aseichū no Mori de PORTRAITZ (亜成虫の森で PORTRAITZ)                                         | 10. Dez. 2002          | 11. Juni 2006                                   | C         |
| Togusa wird undercover in eine Einrichtung zur Resozialisierung von Personen mit Cyberbrain-Blockade-Syndrom geschickt, nachdem von dort geheime Daten aus der Datenbank des Sozialministeriums gestohlen wurden. Er lernt einen scheinbar autistischen Jungen namens Aoi und dessen Freunde kennen und erfährt von ihnen, dass der sogenannte „Führer“ die Einrichtung zu der Zeit besucht hat, als der Einbruch in das System des Ministeriums stattfand. Bevor Togusa Näheres herausfinden kann, wird er enttarnt und bewusstlos geschlagen. Aoi, der sich als der „Führer“ entpuppt, löscht die Erinnerungen an seine Person aus dem Gedächtnis der anderen Bewohner und verschwindet spurlos aus der Einrichtung. Bei der Nachbesprechung des Einsatzes stellt sich heraus, dass auch Togusas Erinnerungen an das Gesicht des Jungen falsch sind. |                                                    |                                                                                               |                        |                                                 |           |
| 12 | Ein Tachikoma reißt aus – Der Traum des Regisseurs | Tachikoma no Iede, Eiga Kantoku no Yume ESCAPE FROM (タチコマの家出 映画監督の夢 ESCAPE FROM) | 17. Dez. 2002          | 11. Juni 2006                                   | SA        |
| Batous Tachikoma aktiviert sich unerwartet selbst und begibt sich auf eine Entdeckungsreise in die Stadt, wo er einem kleinen Mädchen bei der Suche nach ihrem vermissten Hund hilft. Unterwegs findet er bei einem Händler ein Cyberbrain, das einen Ghost beherbergt, und bringt es mit zurück zu Sektion 9. Während die plötzliche Eigeninitiative des Tachikomas den Technikern Rätsel aufgibt, befassen sich andere Mitarbeiter mit der Erforschung des Cyberbrains. Als einer der Analysten in das System des Cyberbrains eintaucht und nicht zurückkehrt, folgt Major Kusanagi ihm. Sie landet in einem virtuellen Kino, in dem ein im realen Leben glückloser Regisseur sich den perfekten Film erschaffen hat, der die Ghosts des Analysten und anderer Menschen, die vor der Realität flüchten wollten, in seinem Bann hält. |                                                    |                                                                                               |                        |                                                 |           |
| 13 | Maschinen-Terroristen                              | Unequal Terrorist NOT EQUAL (≠テロリスト NOT EQUAL)                                           | 24. Dez. 2002          | 18. Juni 2006                                   | SA        |
| Eka Tokura, die Tochter des Präsidenten einer Cyberimplantat-Firma, wurde vor 16 Jahren von Gegnern der zunehmenden Cyborgisierung entführt. Sie bleibt verschwunden, bis sie – scheinbar nicht gealtert – von einem Team der Küstenwache auf einer stillgelegten Dekontaminierungsanlage vor der Küste Okinawas entdeckt wird. Sektion 9 erhält den Auftrag, die entführte Eka und die inzwischen ebenfalls vermissten Mitglieder der Küstenwache zu retten. Nach einem heftigen Feuergefecht mit den Aufständischen auf der Anlage gelingt die Flucht mit dem Mädchen, einer alten Frau und einem Überlebenden des Teams der Küstenwache. Es stellt sich heraus, dass das Mädchen die Tochter der Entführten ist. Tatsächlich handelt es sich bei der geretteten alten Frau um Eka Tokura, die durch ihr Leben als Geisel vorzeitig gealtert ist. |                                                    |                                                                                               |                        |                                                 |           |
| 14 | Vollautomatischer Kapitalismus – ¥€$               | Zenjidō Shihonshugi ¥€$ (全自動資本主義 ¥€$)                                                  | 31. Dez. 2002          | 18. Juni 2006                                   | SA        |
| Sektion 9 erhält vom chinesischen Sicherheitsdienst den Hinweis, dass Unbekannte eventuell eine Auftragsmörderin der chinesischen Mafia angeheuert haben, um einen japanischen Multimillionär töten zu lassen. Der sehr zurückgezogen lebende ehemalige Mathematiker hat sein Vermögen mithilfe einer selbst entwickelten, eigenständig agierenden Software für den Aktienhandel angehäuft. Das Einsatzteam trifft kurz nach der Killerin im Haus des Millionärs ein und überwältigt sie, bevor sie das geplante Attentat verüben kann. Danach stellt sich heraus, dass der allein lebende Millionär bereits vor geraumer Zeit eines natürlichen Todes gestorben ist. Da seine ausgeklügelte Software selbsttätig weiterhin Vermögen generierte, war dies jedoch niemandem aufgefallen. |                                                    |                                                                                               |                        |                                                 |           |
| 15 | Die Zeit der Maschinen – Machines désirantes       | Kikaitachi no Jikan MACHINES DESIRANTES (機械たちの時間 MACHINES DESIRANTES)                  | 7. Jan. 2003           | 25. Juni 2006                                   | SA        |
| Major Kusanagi hat Bedenken wegen der sich schnell weiterentwickelnden künstlichen Intelligenz und der dadurch hervortretenden individuellen Charaktermerkmale der Tachikomas. Sie ist unsicher, ob sich die Maschinen so überhaupt noch als Waffen im Kampfeinsatz eignen. Die Tachikomas bemerken die Vorbehalte des Majors und versuchen sie durch betont roboterhaftes Verhalten zu beschwichtigen. Trotz dieser List beschließt Major Kusanagi, die Tachikomas zu entwaffnen und zurück ins Versuchslabor zu schicken. |                                                    |                                                                                               |                        |                                                 |           |
| 16 | Schwachstelle im Herzen – Ag2O                     | Kokoro no Sukima Ag2O (心の隙間 Ag2O)                                                         | 14. Jan. 2003          | 25. Juni 2006                                   | SA        |
| Pavlo Zaitsev, ein ehemaliger Silbermedaillengewinner bei den Paralympischen Spielen, der inzwischen als Nahkampfausbilder für die Armee arbeitet, wird der Spionage verdächtigt. Batou, für den der Boxer einst ein Vorbild war, wird auf die Militärbasis geschickt, um undercover gegen Zaitsev und dessen Hintermänner zu ermitteln. Er beobachtet Zaitsev, als dieser tatsächlich heimlich Daten kopiert, und folgt ihm zum Treffen mit seinen Auftraggebern. Nachdem Batou diese ausgeschaltet hat, bietet er Zaitsev an, dass er ihn laufen lassen würde, wenn der Boxer ihn in einem Kampf besiegen könne. Batou bezwingt Zaitsev und übergibt sein gefallenes Idol an die Behörden. |                                                    |                                                                                               |                        |                                                 |           |
| 17 | Die Wahrheit über eine unvollendete Romanze        | Mikansei Love Romance no Shinsō ANGELS' SHARE (未完成ラブロマンスの真相 ANGELS' SHARE)        | 21. Jan. 2003          | 2. Juli 2006                                    | SA        |
| Nach einer Antiterror-Konferenz in London besucht Chief Aramaki eine alte Freundin, die einen Wein-Fonds leitet und einen der Manager verdächtigt, im Fonds über Dritte für die Mafia Geld zu waschen. Während des Gesprächs der beiden dringen zwei Diebe in die Bank ein, um teuren Wein zu stehlen. Als die Polizei eintrifft, entwickelt sich der geplante Raub zu einer Geiselnahme. Um die eigenen Spuren zu verwischen, will die Mafia über ihre Verbindungsmänner bei der Polizei alle Personen in dem Gebäude bei dessen Erstürmung töten lassen. Aramaki kann die beiden Diebe überzeugen, seiner Erfahrung zu vertrauen und so die Anwesenden retten, indem diese eine Flucht durch die Kanalisation vortäuschen und sich anschließend in einem geheimen Lagerraum verstecken. Nach dem Abzug der Polizei lässt Aramaki die beiden Diebe laufen und kann mithilfe geheimer Geschäftsbücher der Bank die Verbindungsleute der Mafia enttarnen. |                                                    |                                                                                               |                        |                                                 |           |
| 18 | Ein Attentat im Duett                              | Ansatsu no Nijūsō LOST HERITAGE (暗殺の二重奏 LOST HERITAGE)                                  | 28. Jan. 2003          | 2. Juli 2006                                    | SA        |
| Gegen Staatssekretär Kim, den ersten chinesischen Politiker, dem der Zutritt zu einem Grabmal für Kriegsopfer in Kagoshima gestattet wird, wird eine Morddrohung ausgesprochen. Am Grab eines ehemaligen Kameraden wird Aramaki von dessen Tochter angesprochen, die wegen der Verhaltensveränderungen ihres Bruders Yuu besorgt ist. Als Sektion 9 Yuu als Hauptverdächtigen für die Morddrohung identifiziert, sollen Kusanagi und Togusa den jungen Mann in Gewahrsam nehmen, kommen jedoch zu spät. Gleichzeitig erhält Aramaki einen Anruf seines verstorbenen Freundes, dessen Erinnerungen mit dem Cyberbrain seines Sohnes verschmolzen sind und diesen zum Attentäter machen. Sektion 9 gelingt es Yuu zu stoppen, indem sie sich in sein Cyberbrain hacken und dort die falsche Erinnerung an einen Erfolg des Attentats platzieren; dabei wird jedoch die Persönlichkeit des Jungen möglicherweise unwiederbringlich zerstört. |                                                    |                                                                                               |                        |                                                 |           |
| 19 | Gefangen im Tarnnetz                               | Gisō Ami ni Dakarete CAPTIVATED (偽装網に抱かれて CAPTIVATED)                                 | 4. Feb. 2003           | 9. Juli 2006                                    | SA        |
| Die Tochter des ehemaligen Premierministers Kanzaki wird entführt. Verdächtig ist „Augenbinden-Iwan“, eine russische Mafia-Organisation, die mit Billigung der russischen Regierung reihenweise junge Frauen entführt, um deren Organe auf dem Schwarzmarkt zu verkaufen. Kanzaki hatte die Existenz dieser Organisation bislang immer geleugnet, um die Verbindungen zwischen Japan und Russland zu stärken. Als die Täter, darunter eine ehemalige SVR-Agentin, einem Zugriffsversuch von Sektion 9 entkommen, gesteht Kanzaki auf Aramakis Anraten öffentlich die Existenz von „Augenbinden-Iwan“ und die Entführung seiner Tochter. Die ehemalige Agentin ersucht daraufhin mit Kansakis Tochter als Geisel um Asyl in der russischen Botschaft, wird dort aber aus Furcht vor politischen Verwicklungen abgewiesen und kann von Sektion 9 festgenommen werden. |                                                    |                                                                                               |                        |                                                 |           |
| 20 | Beseitigte Medizin                                 | Kesareta Kusuri RE-VIEW (消された薬 RE-VIEW)                                                  | 11. Feb. 2003          | 9. Juli 2006                                    | C         |
| Togusa folgt einer Spur, die darauf hindeutet, dass das Sozialministerium in den Fall des Lachenden Mannes verwickelt sein könnte. In einem Archiv des Ministeriums stellt er fest, dass eine Liste mit Patienten des Murai-Impfstoffes, der gegen Cyberbrain-Sklerose eingesetzt wird, verschwunden ist. Togusa verfolgt eine Kopie der Liste zu einer Non-Profit-Organisation namens „Sonnenblumen-Club“, wo er erfährt, dass die Mikromaschinen-Therapie gegen Cyberbrain-Sklerose unwirksam ist und dass zahlreiche Persönlichkeiten aus Gesellschaft und Politik, darunter auch Hisashi Imakurusu, der ehemalige Leiter der Zulassungsstelle für neue Medikamente, der der Organisation die Liste zugespielt zu haben scheint, heimlich mit dem offiziell nicht zugelassenen Murai-Impfstoff behandelt werden. Unvermittelt dringt das Überfallkommando der Drogenkontrolle in das Gebäude ein, tötet die Mitarbeiter und nimmt die Liste an sich. Togusa kann mit lebensgefährlichen Verletzungen entkommen. |                                                    |                                                                                               |                        |                                                 |           |
| 21 | Hinterlassene Spuren                               | Okizari no Kiseki ERASER (置き去りの軌跡 ERASER)                                              | 18. Feb. 2003          | 16. Juli 2006                                   | C         |
| Als Major Kusanagi und ihr Team bei Imakurusu, den sie für den Schlüssel zum Fall des Lachenden Mannes halten, eintreffen, wurde dessen Haus vom Drogenkommando bereits dem Erdboden gleichgemacht. Imakurusu, der rechtzeitig fliehen konnte, versucht sich derweil in seinem Unterschlupf gegenüber dem Lachenden Mann für die Nichtzulassung des Murai-Impfstoffes und die Bevorzugung der unwirksamen Therapie mit Mikromaschinen zu rechtfertigen. Er erfährt, dass der Hacker nicht für die Erpressung der Mikromaschinen-Unternehmen verantwortlich ist. Über US-amerikanische Aufklärungssatelliten kann Sektion 9 den Aufenthaltsort Imakurusus bestimmen. Nahezu zeitgleich mit dem Drogenkommando treffen Batou und Major Kusanagi dort ein, können jedoch den Tod Imakurusus nicht verhindern. Allerdings übergibt der Lachende Mann Batou die Patientenliste des Murai-Impfstoffs, bevor er wieder spurlos verschwindet. |                                                    |                                                                                               |                        |                                                 |           |
| 22 | Korruption                                         | Gigoku SCANDAL (疑獄 SCANDAL)                                                                 | 25. Feb. 2003          | 16. Juli 2006                                   | C         |
| Nachdem der Direktor des Sozialministeriums als Verantwortlicher für die Toten im „Sonnenblumen-Club“ und den Mord an Imakurusu verhaftet wurde, erhält Aramaki den Tipp, dass der Generalsekretär der Regierungspartei, Yakushima, der Drahtzieher im Hintergrund ist. Der Chief wird kurz darauf von den Überlebenden des Drogenkommandos mit einem vermeintlichen Lebenszeichen seines vermissten Bruders in einen Hinterhalt gelockt. Er soll als angeblicher Drogenhändler in einem heruntergekommenen Stadtviertel verhaftet werden, kann jedoch von Batou gerettet werden. Zur gleichen Zeit will Major Kusanagi ihren im Kampf beschädigten Cyborgkörper ersetzen lassen. Die Ärztin, die die Prozedur durchführen soll, gehört jedoch ebenfalls zum Drogenkommando und will Kusanagi töten. Der Lachende Mann betritt unerkannt den Behandlungsraum und bittet den Major um Hilfe. Er überträgt ihr seine Erinnerungen, ermöglicht ihr, die falsche Ärztin auszuschalten und verschwindet wieder spurlos. |                                                    |                                                                                               |                        |                                                 |           |
| 23 | Gut und Böse: Tagundnachtgleiche                   | Zen'aku no Higan EQUINOX (善悪の彼岸 EQUINOX)                                                 | 4. März 2003           | 23. Juli 2006                                   | C         |
| Der Lachende Mann entführt erneut sein erstes Opfer, Ernest Serano, den Direktor von Serano Genomics, der seit sechs Jahren de facto unter Hausarrest steht, und spricht mit ihm in einem Café über die Ereignisse von damals. Er fragt Serano, warum dieser sein Versprechen nicht gehalten hat, die Unwirksamkeit von Mikromaschinen gegen Cyberbrain-Sklerose publik zu machen. Serano offenbart, dass Generalsekretär Yakushima die Ereignisse um seine Entführung genutzt hat, um den Mythos vom Lachenden Mann zu erschaffen und durch vorgetäuschte Erpressungen mehrere Mikromaschinen-Firmen unter seine Kontrolle zu bringen. Nachdem Serano eingewilligt hat, Yakushimas Verbrechen ans Licht zu bringen, stürmt die Polizei das Café. Der vermeintliche Lachende Mann kann jedoch entkommen und entpuppt sich als Major Kusanagi, die diese Rolle gespielt hat, um Klarheit über die Verbindung zwischen Serano und Yakushima zu erhalten. |                                                    |                                                                                               |                        |                                                 |           |
| 24 | Einsame Burg, untergehende Sonne                   | Kojō Rakujitsu ANNIHILATION (孤城落日 ANNIHILATION)                                           | 11. März 2003          | 23. Juli 2006                                   | C         |
| Yakushima erfährt von Kusanagis Nachahmung des Lachenden Mannes und nutzt diese, um Sektion 9 in der Öffentlichkeit in ein schlechtes Licht zu rücken. Der Premierminister, dem Aramaki die Beweise gegen Yakushima vorlegt, fürchtet um seine Machtposition, da die Unterhauswahlen kurz bevorstehen. Er verspricht, nach den Wahlen gegen den Generalsekretär vorzugehen und erklärt Sektion 9 offiziell für aufgelöst, um sein Ansehen in der Öffentlichkeit zu wahren. Während Togusa, der Aramaki begleitet hat, in Gewahrsam genommen wird, stürmt eine Spezialeinheit der Marine das Hauptquartier von Sektion 9, um die restlichen Mitglieder auszuschalten. Diese täuschen mit einer Explosion ihren Selbstmord vor, können aus dem Gebäude fliehen und versuchen in der Stadt unterzutauchen. Paz und Boma werden nach kurzer Zeit aufgegriffen, können aber zuvor Informationen über Yakushimas Verbrechen weitergeben. |                                                    |                                                                                               |                        |                                                 |           |
| 25 | Kugelhagel                                         | Shōendan'u BARRAGE (硝煙弾雨 BARRAGE)                                                         | 18. März 2003          | 30. Juli 2006                                   | C         |
| Aramaki wendet sich an den Justizminister, um das Überleben seiner Untergebenen zu sichern. Dieser erklärt sich aufgrund der politischen Lage jedoch außerstande ihm zu helfen. Saito und Ishikawa werden von der Spezialeinheit aufgegriffen, können aber zuvor noch Beweise für Yakushimas Verbrechen in Umlauf bringen. Batou wird von der Spezialeinheit attackiert, als er aus einem Unterschlupf des Majors eine Armbanduhr bergen will, für die Kusanagi sentimentale Gefühle hegt. Als Batou den Angreifern zu unterliegen scheint, kommen ihm die drei verbliebenen Tachikomas zu Hilfe und opfern sich, um ihn zu retten. Zusammen mit dem Major versteckt sich der schwer verletzte Batou in einem weiteren Unterschlupf, in dem Kusanagi ihre Remotekörper lagert. Die beiden wollen die Stadt verlassen, werden jedoch von der Spezialeinheit entdeckt. Der Major wird auf Befehl des Regierungskomitees von einem Scharfschützen erschossen und Batou gerät in Gefangenschaft. |                                                    |                                                                                               |                        |                                                 |           |
| 26 | Öffentliche Sicherheit Sektion 9, zum Zweiten      | Kōan Kyūka, Futatabi STAND ALONE COMPLEX (公安9課,再び STAND ALONE COMPLEX)                   | 25. März 2003          | 30. Juli 2006                                   | C         |
| Togusa bringt nach seiner Freilassung das offizielle Schicksal seiner Kollegen in Erfahrung: Sektion 9 wurde nach einem angeblichen Putschversuch aufgelöst und die überlebenden Mitglieder als Landesverräter inhaftiert. Drei Monate später hält der Premierminister sein Wort und macht die Verbrechen von Generalsekretär Yakushima publik. Togusa will Yakushima persönlich zur Rechenschaft ziehen und ihn vor der Parteizentrale erschießen, kann jedoch von Batou davon abgehalten werden. Er erfährt, dass Sektion 9 im Geheimen wieder aufgebaut wurde und alle Mitglieder, inklusive des Majors, wohlauf sind; bei dem Attentat wurde nur ein ferngesteuerter Cyborgkörper Kusanagis zerstört. Andernorts treffen Aramaki und der Major Aoi, den jungen Mann, der für die Entführung Seranos vor sechs Jahren verantwortlich ist. Aramaki bietet ihm an, für Sektion 9 zu arbeiten, was Aoi jedoch ablehnt. |                                                    |                                                                                               |                        |                                                 |           |